# Movendi International
Movendi International, tidigare IOGT International, är en internationell nykterhetsrörelse med 112 medlemsorganisationer. Movendi Internationals plattform kräver personlig nykterhet av alla medlemmar i dess medlemsorganisationer. Dessutom betonas vikten av att arbeta med demokrati, för fred och för jämlikhet mellan alla människor. Movendi Internationals huvudkontor ligger i Stockholm. 
Movendi Internationals svenska medlemsorganisation heter sedan 1970 IOGT-NTO och bildades genom sammanslagning av IOGT och NTO. Även de andra tre förbunden inom IOGT-NTO-rörelsen – Ungdomens Nykterhetsförbund, Nykterhetsrörelsens scoutförbund och Junis – är medlemmar i Movendi International.

## Historia

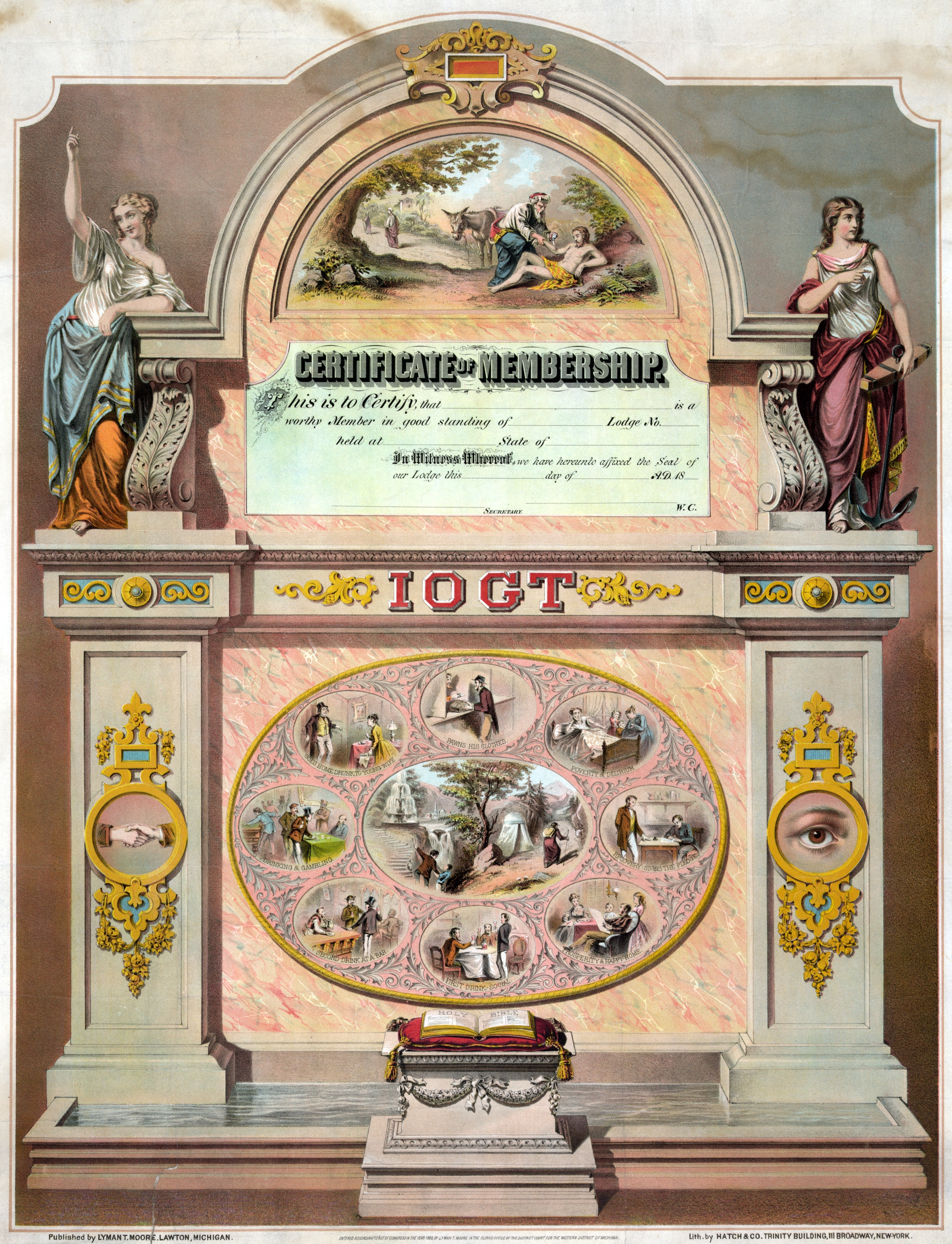
Medlemsbevis i IOGT från Michigan år 1868.

Independent Order of Good Templars bildades i USA 1852 av avhoppare från OGT - ett ordenssällskap som av sina medlemmar krävde helnykterhet. Efter förebild från OGT använde man ordet "godtemplare", arbetade efter en särskild ritual och använde sig av ett gradsystem. 
En av IOGT:s grundsatser var: ”Ingen skillnad bland medlemmarna på grund av samhällsställning, kön, färg eller ras".
Orden upplevde en explosiv start. Medlemsantalet ökade och nya storloger bildades i rask takt. 1868 bildade Joseph Malins en loge i England. Från England spred sig sedan rörelsen till Skottland, Irland och Wales. Ungefär samtidigt bildades även loger, och snart därpå även storloger, i Australien, Indien och Afrika. Vid högsta storlogens sammanträde år 1875 omfattade orden 735 000 medlemmar fördelade på cirka 12 000 loger. 
Snart uppstod konflikter inom IOGT rörande den färgade befolkningens rättigheter. I de amerikanska sydstaterna började afroamerikaner nekas medlemskap i de vitas loger.
Vid högsta storlogens möte i Louisville, Kentucky år 1876, röstade majoriteten för en kompromisslösning, som i realiteten ansågs innebära att sydstatslogerna fick rätt att vägra afroamerikanerna medlemskap. Minoriteten, under ledning av engelske Malins och skotten George Gladstone, ansåg detta strida mot IOGT:s grundsatser. De bröt sig ur orden och bildade en ny högsta storloge, ”The Right Worthy Grand Lodge of the World”.
1897 återförenades de båda storlogerna igen till en International Supreme Lodge (ISL) of IOGT. med John B Finch som ledare.
1883 utfärdade påven Leo XIII ett förbud för katoliker att delta på godtemplarnas möten. Antagligen därför att man misstänkte ett samröre mellan godtemplare och frimurare.
Tidigare namn för organisationen, utöver IOGT International, är International Organization of Good Templars och Independent Order of Good Templars. Efter långvariga diskussioner inom nykterhetsrörelsen bytte man den 1 januari 2020 namn till Movendi International. Det nya namnet står för "rörelse" men kommer också från latinets "Modus vivendi" som betyder "sätt att leva".

## Verksamhet
Idag arbetar Movendi International för demokrati och varje människas lika värde, samt fred mellan länder. Dessutom kräver Movendi Internationals plattform personlig nykterhet av alla medlemmar i organisationerna.

## Nordiska Godtemplarrådet
Nordiska Godtemplarrådet, NGR, är en sammanslutning av de i de nordiska länderna verksamma nykterhetsorganisationer, som är anslutna till Movendi International. NGR utgör Internationella Movendi:s regionala råd för Norden.
NGR:s styrelse består av anslutna organisationers förbundsordförande eller annan ledamot i dess förbundsstyrelse vid det tillfälle då Representantskapet sammanträder. Representantskapsmöte genomförs vartannat år och alternerar mellan de nordiska länderna.
Som exempel anordnar organisationen årligen ett antal nordiska konferenser och andra samlingar för medlemsorganisationerna och dess medlemmar.

### Nordiska Godtemplarrådets medlemsorganisationer
Bindindissamtökin IOGT Island, Danmarks Nationale Godtemplarorden, Det Norske Totalavholdselskapet, Finlands Svenska Storloge av IOGT, Føroya Storlosja IOGT (FO), IOGT Norge, IOGT Danmark, IOGT-NTO (S), Landslaget for Rusfri Oppvekst (N), Nykterhetsförbundet Hälsa och Trafik (FI), Raittiuden Ystävät (FI) och Drogfri Uppväxt (SE).